# Arrigo Pedrollo
Arrigo Pedrollo (Montebello Vicentino, 5 dicembre 1878 – Vicenza, 23 dicembre 1964) è stato un pianista, direttore d'orchestra e compositore italiano.

## Biografia

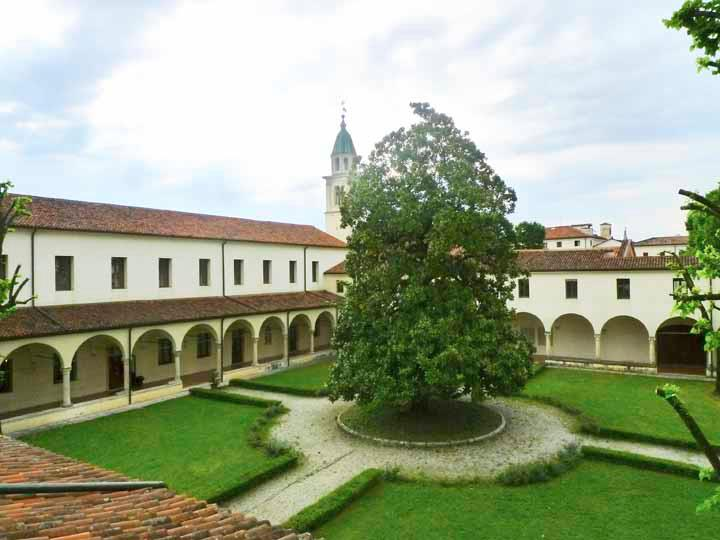
Il Conservatorio "Arrigo Pedrollo" di Vicenza

Avviato molto presto allo studio del pianoforte dal padre Luigi, «maestro di banda a Montebello ed organista», rivelò doti di enfant prodige che gli attirarono l'attenzione della Vicenza musicale di allora, in particolare di Elisa Orgian Piovene, che lo presentò ai maestri Antonio Coronaro e Francesco Giaretta i quali, uditolo suonare musiche di Bach, Beethoven e Chopin, gli consigliarono di proseguire gli studi al Conservatorio di Milano, dove Pedrollo entrò nel 1892 studiando con Amintore Galli, Luigi Mapelli e Gaetano Coronaro. 
Diplomatosi in pianoforte nel 1897 e in composizione nel 1900 con la Sinfonia in re minore diretta da Arturo Toscanini, nel 1902 intraprende una tournée concertistica, come pianista in diverse formazioni musicali, esibendosi in Inghilterra, in Germania, in Polonia, dove conobbe il compositore finlandese Jean Sibelius, e in Russia. 

A questo periodo risalgono anche le sue prime importanti prove compositive: Terra promessa, poema teatrale che Carlo Zangarini scrisse «per lui dietro il vivo interessamento del poeta futurista Filippo Marinetti e di Sem Benelli», allestito nel 1908 al Teatro Ponchielli di Cremona, e Juana, dramma lirico su libretto di Carlo De Carli, opera vincitrice nel 1913 del concorso indetto dalla nel 1912 dalla Casa Editrice Sonzogno, con la quale Pedrollo avvia una stretta collaborazione. Nel 1920 vanno in scena La veglia, su libretto di Carlo Linati dall’atto unico L’ombra della vallata di John Millington Synge (Milano, Teatro dei Filodrammatici, 2 gennaio), opera ripresa a Londra e New York, e L’uomo che ride, su libretto di Antonio Lega da Victor Hugo (Roma, Teatro Costanzi, 6 marzo). 

Tra le produzioni successive si ricordano Maria di Magdala, dramma biblico su libretto di Arturo Rossato (Milano, Teatro Dal Verme, 11 settembre 1924) e due opere rappresentate al Teatro alla Scala di Milano: Delitto e castigo (16 novembre 1926) su libretto di Giovacchino Forzano (da Dostoevskij) e Primavera fiorentina (28 febbraio 1932) su libretto di Mario Ghisalberti (dal Boccaccio). 
All’attività di operista affiancò quelle di direttore d’orchestra e di insegnante. Tra il 1928 e il 1932 Pedrollo è il primo direttore stabile dell’Orchestra sinfonica dell’Ente Italiano per le Audizioni Radiofoniche di Milano, che nel 1993 andrà a formare l'Orchestra Sinfonica Nazionale della RAI. In questa veste collaborò con interpreti di prim’ordine, tra i quali Jascha Heifetz, Alfred Cortot e Sergej Prokofiev.

Negli stessi anni venne chiamato a ricoprire importanti incarichi presso alcune istituzioni musicali: dal 1922 al 1962 fu direttore dell’Istituto musicale di Vicenza, che poi prenderà il suo nome; dal 1930 al 1941, su invito di Ildebrando Pizzetti, insegnò composizione e contrappunto al Conservatorio di Milano e dal 1941 al 1959 diresse anche il Conservatorio Cesare Pollini di Padova. Tra i suoi allievi si ricordano Gianandrea Gavazzeni, Gino Marinuzzi, Roberto Lupi, Gabriele Mandel, Fiorenzo Carpi, Guido Cantelli, Claudio Scimone e Bruno Maderna. 
Significativa anche la produzione strumentale, sinfonica e cameristica, che lo occupò soprattutto negli ultimi anni di vita. Tra le composizioni più rilevanti si segnalano il Concerto per pianoforte e orchestra da camera in Re minore (1933-1953), la Suite per orchestra su temi armeni (1950) e il Concertino per oboe e orchestra d’archi (1957). Erede della tradizione musicale italiana dell’Ottocento, Pedrollo fu «egualmente aperto nei confronti delle voci d’oltralpe, tanto verso la produzione operistica di Wagner e quella operistica e sinfonica dell’opera di Richard Strauss, quanto verso quella di Berlioz, Fauré, Debussy».
Ad eccezione delle edizioni di musica strumentale e delle riduzioni per canto e pianoforte di alcune sue opere teatrali, buona parte delle sue composizioni risulta dispersa. Le sue opere furono pubblicate da diverse case editrici: Sonzogno, Zanibon, Carisch e Casa Musicale Giuliana. Nel 1956 Casa Sonzogno restituì all’autore tutti i lavori pubblicati. 
Morì a Vicenza il 23 dicembre 1964 e venne sepolto nel cimitero di Montebello Vicentino, suo paese natale. 
Nel 1980 il Conservatorio statale di Vicenza, istituito nel 1969 come sede staccata del Conservatorio di Venezia, divenne autonomo e fu intitolato ad Arrigo Pedrollo. A lui è anche intitolata la Scuola secondaria di primo grado di Montebello Vicentino.

## Opere

### Opere teatrali
- Sofonisba (5 atti), libretto di Giuseppe Brunati, 1902-04? (non rappresentata)
- Terra promessa (3 atti), libretto di Carlo Zangarini, 1908 al Teatro Ponchielli di Cremona
- Juana (3 atti), libretto di Carlo De Carli, 1914 al Teatro Eretenio di Vicenza
- Rosmunda (4 atti), 1920 (non rappresentata)
- L'uomo che ride (3 atti), libretto di Antonio Lega, 1920 al Teatro Costanzi di Roma
- La Veglia[6] (1 atto), libretto di Carlo Linati, 1920 al Teatro dei Filodrammatici di Milano
- Rosmunda, libretto di Luigi Siciliani, 1920 (non rappresentata)
- Maria di Magdala (3 atti), libretto di Arturo Rossato, 1924 al Teatro dal Verme di Milano
- Delitto e Castigo (3 atti), libretto di Giovacchino Forzano, 1926 al Teatro alla Scala di Milano, diretta da Ettore Panizza, con Rosetta Pampanini e Taurino Parvis
- Primavera fiorentina (1 atto), libretto di Mario Ghisalberti, 1932 al Teatro alla Scala di Milano, con Franco Ghione
- La fattoria Polker, libretto di Arturo Rossato, 1935 (non rappresentata)
- L'amante in trappola (1 atto), libretto di Giovanni Franceschini, 1936 al Teatro Verdi di Vicenza
- La regina di Cirta, libretto di Antonio Lega, 1941
- Regina di Cirta (3 atti), 1943-44 (non rappresentata)
- Il Giglio di Alì (3 atti), 1962

### Musiche di scena
- Ifigenia in Aulide, 1936
- I sette contro Tebe, 1937
- Edipo re , 1948 al Teatro Olimpico di Vicenza

### Balletti
- Giuditta, mimodramma, 1915-16
- Aziadée, mimodramma, 1935 al Teatro della Pergola di Firenze

### Cantate
- Due poemetti, per coro e orchestra, 1918
- Dialogo della Divina Provvidenza di S. Caterina da Siena, per soprano, coro e orchestra, 1951

### Musica sinfonica
- Sinfonia in re minore, 1897
- Preludio sinfonico in Fa maggiore, per orchestra, 1912
- Icaro, poema sinfonico dalle Laudi di Gabriele D'Annunzio, 1929?
- Concerto per pianoforte e orchestra da camera in re minore, 1933-53
- La Marcia di Roma, poema sinfonico dedicato a Benito Mussolini, 1934
- Intermezzi corali al poema Madre di Nando Tamberlani, 1937
- Canzone del Don, per orchestra da camera e per orchestra d'archi, 1948
- Tempio malatestiano, poema sinfonico, 1949
- Allegro da concerto, per pianoforte, 1951
- Icaro, poema sinfonico per grande orchestra, 1951
- Suite per orchestra su temi armeni: Preludio, Preghiera, Tema con variazioni, Fuga, 1951
- I Castelli di Giulietta e Romeo, poema sinfonico per pianoforte e orchestra, 1952
- Serenata veneziana. Mascherata per orchestra, 1952
- Concertino per oboe e orchestra, 1960

### Musica cameristica
- Sonata in si minore per violino e pianoforte, 1908
- Quartetto in do minore per archi, 1910
- Canzone del Don, per violoncello e pianoforte, 1935
- Elegia per quintetto d'archi "In morte di Silvano Baggio", 1935
- Trio in fa diesis minore,1941
- Quartetto in la maggiore per pianoforte, 1941-1944
- Trio n°2 per violino, violoncello e pianoforte, 1963
- Cinque pezzi per pianoforte
- Tre danze per due pianoforti
- Sei liriche da camera, tra le quali: Sogni autunnali, O pace della sera, la canzone Rebecca

Varia musica corale.